# Natalie du Toit
Natalie du Toit (* 29. Januar 1984 in Kapstadt) ist eine ehemalige südafrikanische Schwimmerin.

## Werdegang

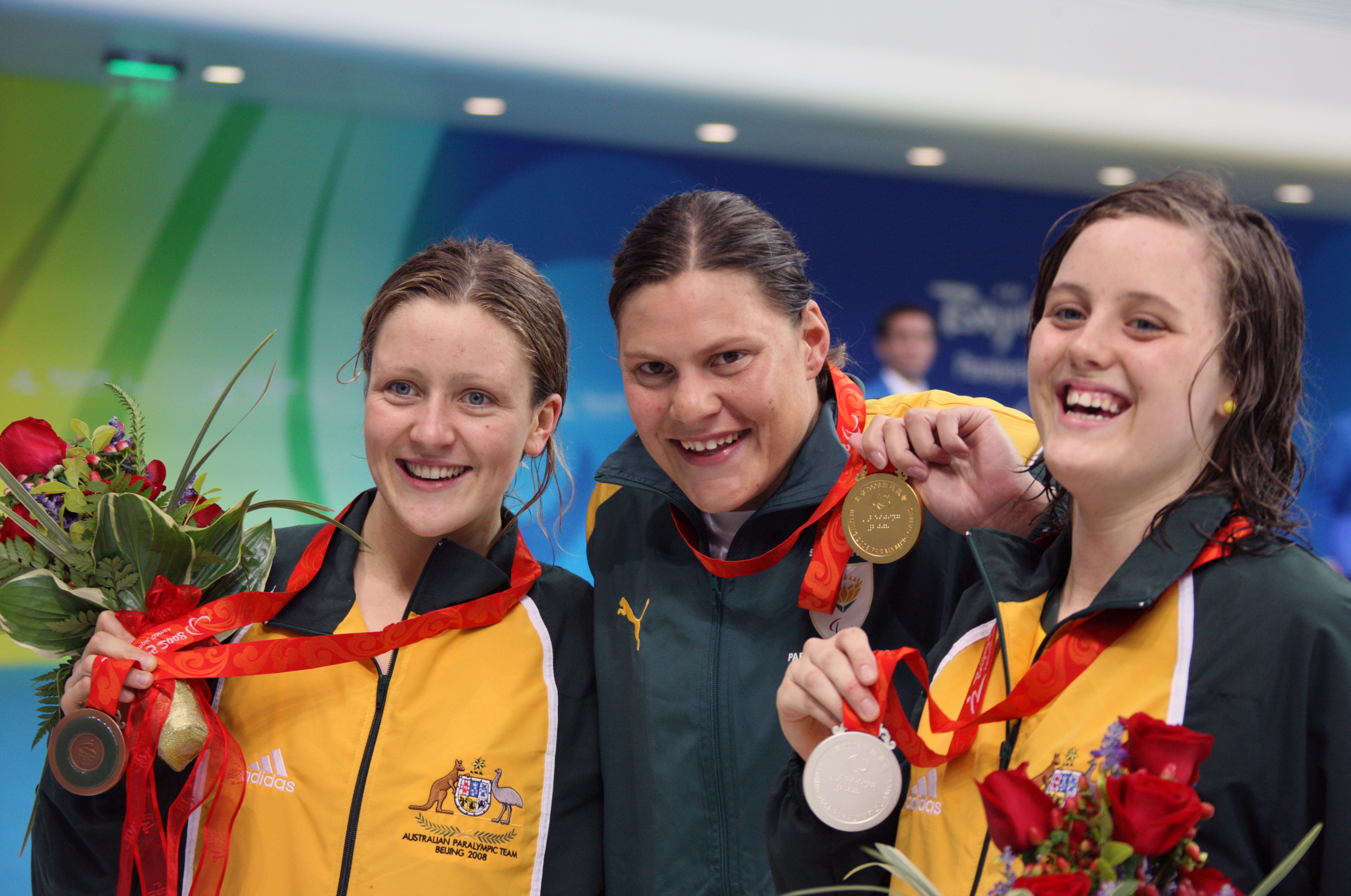
Natalie du Toit (Mitte), zusammen mit den australischen Schwimmerinnen Annabelle Williams und Ellie Cole nach ihren Medaillengewinn bei den Sommer-Paralympics 2008 in Peking

Bereits im Alter von 14 Jahren nahm sie im Rahmen der Commonwealth Games 1998 in Kuala Lumpur an internationalen Wettkämpfen teil. Im Februar 2001 verlor sie teilweise ihr linkes Bein, das nach einem Verkehrsunfall vom Knie abwärts amputiert werden musste. Im Mai des gleichen Jahres begann sie wieder mit dem Schwimmen, das sie trotz der Amputation ohne Prothese absolviert.
Im Rahmen der Commonwealth Games 2002 in Manchester siegte sie in zwei Wettbewerben für behinderte Sportler. Darüber hinaus qualifizierte sie sich für das Finale über 800 Meter Freistil der nichtbehinderten Sportler, eine zu diesem Zeitpunkt einmalige Leistung. Während der Abschlusszeremonie wurde sie als herausragende Athletin der Spiele ausgezeichnet. Bei den Sommer-Paralympics 2004 in Athen gewann sie fünf Goldmedaillen und eine Silbermedaille. Zwei Jahre später wiederholte sie mit zwei Siegen bei den Commonwealth Games 2006 in Melbourne ihren Erfolg von Manchester. 
Am 3. Mai 2008 qualifizierte sie sich mit einem vierten Platz bei den Weltmeisterschaften im Langstreckenschwimmen über zehn Kilometer für die Olympischen Sommerspiele 2008 in Peking, bei denen diese Disziplin erstmals zum olympischen Programm gehört. Natalie du Toit ist damit eine der erfolgreichsten behinderten Sportlerinnen aller Zeiten und die erste Athletin mit einer Amputation, die sich für die Teilnahme an den Olympischen Spielen qualifiziert hat. Sie war dort Fahnenträgerin der südafrikanischen Mannschaft bei der Eröffnungsfeier und belegte den 16. Platz in ihrer Disziplin.
Natalie du Toit nahm auch an den Sommer-Paralympics 2008 in Peking teil und gewann dort über 50 Meter, 100 Meter und 400 Meter Freistil sowie über 100 Meter Schmetterling und über 200 Meter Lagen insgesamt fünf Goldmedaillen. Sie erzielte drei Welt- und zwei paralympische Rekorde.
Bei den Afrikaspielen 2011 gewann sie über 100 Meter Freistil.
Bei den Sommer-Paralympics 2012 in London gewann sie über 100 Meter Schmetterling, über 200 Meter Lagen und über 400 Meter Freistil jeweils eine Goldmedaille. Des Weiteren gewann sie eine Silbermedaille über 100 Meter Freistil. Nach dem Ende dieser Paralympischen Spiele beendete sie ihre sportliche Karriere.
2009 erhielt sie den Order of Ikhamanga in Gold.